# Lagisca oculescens
Lagisca oculescens är en ringmaskart som beskrevs av Hoagland 1920. Lagisca oculescens ingår i släktet Lagisca och familjen Polynoidae. Inga underarter finns listade i Catalogue of Life.